# Тракийска класица
Тракийската класица (Alopecurus creticus) е вид растение от семейство Житни (Poaceae). Видът е незастрашен от изчезване.

## Разпространение
Разпространен е в България, Гърция, Република Македония, Сърбия и Турция.